# Ватная палочка
Ва́тная па́лочка — предмет личной гигиены, состоящий из небольшой палочки с ватными тампонами на концах или обмоткой из марли или другого пористого материала. Основа палочки может быть выполнена из пластика, бумаги или дерева. Часто используются для ухода за ушами, хотя врачи не рекомендуют это делать.
В медицинской сфере называются тупферами (нем. Tupfer — «тампон») и, как правило, являются стерильными.

## История
В 1923 году ватные палочки изобрёл в США эмигрант из Польши Лео Герстензанг. Произошло это в тот момент, когда жена Герстензанга прочищала уши их малышу с помощью ваты, намотанной на зубочистку, из-за чего Лео забеспокоился, что острые концы зубочистки могут травмировать сына. Лео Герстензанг начал производить ватные палочки на собственном предприятии, и тогда они назывались Q-Tips и представляли из себя тонкие деревянные стержни, у которых только один конец был обмотан слоем ваты. Подобные изделия быстро набрали популярность.

## Состав
Основным сырьем для производства ватной продукции остается хлопок, однако иногда он смешивается с синтетическими материалами, заменяется льном или комбинируется с настоящей овечьей шерстью. Дополнительными компонентами в составе дисков, шариков и аппликаторов ватных палочек могут быть глицерин, лосьоны, масла.

## Применение
Активно применяется в бытовой гигиене, в том числе как ухочистка, несмотря на то, что не предназначена и не рекомендуется врачами для очистки ушей.  
Ватные палочки используются в хирургии, с целью осушения операционной раны, полости, наполненной отделяемым, или тупого расслаивания тканей. Данное изделие может также использоваться для взятия проб каких-либо биологических материалов и их последующей транспортировки; в этом случае оно упаковывается в пробирку.

## Запрет пластиковых ватных палочек
В ряде стран введены ограничения на использование пластиковых ватных палочек в рамках мер по сокращению загрязнения окружающей среды одноразовым пластиком.
С 2020 года в Англии действует запрет на продажу и поставку одноразовых пластиковых предметов, в том числе пластиковых ватных палочек. В отношении последних сделаны исключения на поставку для научных, медицинских и судебно медицинских целей.
В 2021 году Европейский союз запретил производство и продажу ряда пластиковых изделий одноразового использования, в числе которых оказались пластиковые ватные палочки. В качестве альтернативы предлагаются палочки из бумаги, картона или дерева.